# Christina Haller
Christina Haller (* 22. März 1968 in Räckelwitz, Deutsche Demokratische Republik) ist eine ehemalige deutsche Curlerin.

## Leben
Nach ihrer aktiven Zeit wurde sie seit 2019 Präsidentin des Curling Club Schwenningen. Seit September 2016 ist sie die deutsche Repräsentantin in der World Curling Federation.

### Mannschaften
| Saison    | Skip           | Third            | Second            | Lead                                        | Ersatz               | Trainer       | Teilnahmen                                                                                      |
| --------- | -------------- | ---------------- | ----------------- | ------------------------------------------- | -------------------- | ------------- | ----------------------------------------------------------------------------------------------- |
| 1985      | Barbara Haller | Christina Haller | Sabine Huth       | Heike Wieländer                             |                      |               | EJCC 1985 (7. Platz)                                                                            |
| 1988–1989 | Andrea Schöpp  | Monika Wagner    | Barbara Haller    | Christina Haller                            |                      |               | Deutsche Meisterschaften 1989 (1. Platz) Curling-Weltmeisterschaft der Damen 1989 (3. Platz)    |
| 1988–1989 | Simone Vogel   | Christina Haller | Heike Wieländer   | Sabine Belkofer                             | Michaela Greif       |               | Jugend-Curling-Weltmeisterschaften (7. Platz)                                                   |
| 1989–1990 | Andrea Schöpp  | Monika Wagner    | Christina Haller  | Heike Wieländer                             |                      |               | Curling-Europameisterschaft 1989 (1. Platz)                                                     |
| 1990–1991 | Andrea Schöpp  | Monika Wagner    | Christina Haller  | Heike Wieländer                             |                      | Rainer Schöpp | Curling-Europameisterschaft 1990 (4. Platz)                                                     |
| 1990–1991 | Andrea Schöpp  | Monika Wagner    | Heike Wieländer   | Christina Haller                            | Barbara Haller (WCC) | Rainer Schöpp | Deutsche Meisterschaften (1. Platz) Curling-Weltmeisterschaft der Damen 1991 (5. Platz)         |
| 1994–1995 | Andrea Schöpp  | Monika Wagner    | Natalie Nessler   | Christina Haller (ECC) Carina Meidele (WCC) | Heike Wieländer      | Rainer Schöpp | Curling-Europameisterschaft 1994 (2. Platz) Curling-Weltmeisterschaft der Damen 1995 (4. Platz) |
| 2007      | Andrea Schöpp  | Monika Wagner    | Anna Hartelt      | Marie-Therese Rotter                        | Christina Haller     | Rainer Schöpp | Curling-Europameisterschaft 2007 (7. Platz)                                                     |
| 2008      | Andrea Schöpp  | Monika Wagner    | Melanie Robillard | Stella Heiss                                | Christina Haller     | Rainer Schöpp | Curling-Europameisterschaft 2008 (4. Platz)                                                     |